# Зденек Урбан
Зденек Урбан (на чешки: Zdeněk Urban) е чешки българист, литературен историк и фолклорист.

## Биография
Роден е на 18 септември 1925 г. През 1947 г. завършва българска филология в Софийския университет, а през 1949 г. славянска филология в Карловия университет в Прага. От 1967 г. е професор по българска литература и междуславянски литературни взаимоотношения в Карловия университет в Прага. Първата му книга е върху творчеството на Христо Ботев (1948).
В изследванията си обвързва литературознанието с етнографията, фолклористиката и историографията. Изследва българската литература от XIX и XX в.
Умира през 1998 г.

## Награди
Зденек Урбан е почетен доктор на Шуменския и Великотърновския университет „Св. св. Кирил и Методий“.

## За него
- Jan Máchal. Zdeněk Urban, Univerzita Karlova. Praha: Univerzita Karlova, 1983, ss. 99.
- Ненаситният ловец. Сборник в чест на 70-годишнината на проф. д-р Зденек Урбан. София, Голяма чешка библиотека, 1995.